# М-130
М-130 — советская двухступенчатая неуправляемая твердотопливная метеорологическая ракета с высотой подъёма 130 км.

## История создания
Модификация ракеты М-100 с увеличенной массой заряда и высотой подъёма. Разработана и производилась на заводе «Станкомаш» г.Челябинск. В разработке принимал участие Иштулов Альберт Георгиевич.

## Описание
М-130 это неуправляемая двуступенчатая твердотопливная ракета с аэродинамическими стабилизаторами на обеих ступенях. Пуск производится по траектории, близкой к вертикали, из стартовой установки со спиральными направляющими, придающими ракете вращение вокруг её продольной оси. Вращение позволяет исключить влияние асимметрии тяги двигателей и аэродинамики корпуса ракеты на траекторию полёта.
Разделение ступеней «горячее», после возгорания пороха во второй ступени. Головная часть ракеты с приборами и блоками питания (батареями и аккумуляторами) на активном участке траектории (пока работает двигатель) закрыта обтекателем; на высоте 50 км он сбрасывается. После отделения головной части, раскрывается парашют, который стабилизирует полёт на верхнем отрезке траектории свободного падения, а в плотных слоях атмосферы (ниже 60 км) резко замедляет скорость снижения и заставляет ракету дрейфовать в соответствии с силой и направлением ветра.

## Технические характеристики
| Полная масса            | 600 кг   |
| Масса полезной нагрузки | 80 кг    |
| Длина (полная)          | 10000 мм |
| Калибр                  | 250 мм   |
| Высота полёта           | 130 км   |

## Пуски
Перечень пусков М-130 приведен на сайте Encyclopedia Astronautica. © Mark Wade, 1997—2008